# NGC 2725
NGC 2725 é uma galáxia  localizada na direcção da constelação de Cancer. Possui uma declinação de +11° 05' 51" e uma ascensão recta de 9 horas, 01 minutos e 03,2 segundos.
A galáxia NGC 2725 foi descoberta em 10 de Março de 1864 por Albert Marth.